# Пантучек, Вацлав
Вацлав Пантучек (чеш. Václav Pantůček, 24 ноября 1934, Микулов — 21 июля 1994, Брно) —  чехословацкий хоккеист, центральный нападающий. 7-кратный чемпион Чехословакии, 3-кратный призёр чемпионатов мира по хоккею. Член зала славы чешского хоккея.

## Биография
Вацлав Пантучек известен по выступлениям за клуб из Брно «Руда гвезда», более известную под названием «Комета». 7 раз становился чемпионом Чехословакии, дважды (в 1958 и 1961 годах) был лучшим бомбардиром чехословацкой лиги. Играл с одном звене с Властимилом Бубником и Брониславом Дандой.
С 1953 по 1962 год выступал за сборную Чехословакии. В составе сборной 3 раза завоёвывал медали чемпионатов мира (1 серебряная и 2 бронзовые награды), а также был чемпионом Европы 1961 года.
После окончания карьеры хоккеиста стал тренером. С 1963 по 1985 год работал с чехословацкими, немецкими и югославскими командами.
Умер 21 июля 1994 года в возрасте 59 года.
6 мая 2010 года был принят в Зал славы чешского хоккея.

## Достижения

### Командные
Серебряный призёр чемпионата мира 1961
 Бронзовый призёр чемпионатов мира 1955 и 1957
 Чемпион Европы 1961
 7-кратный чемпион Чехословакии 1957—58, 1960—64

### Личные
- Лучший бомбардир чемпионата Чехословакии 1958 (27 шайб) и 1961 (35 шайб, вместе с Йозефом Голонкой).

## Статистика
- Чемпионат Чехословакии — 242 игры, 221 шайба
- Сборная Чехословакии — 92 игры, 48 шайб
- Всего за карьеру — 334 игры, 269 шайб